# Adam Ottavino
Adam Robert Ottavino, né le 22 novembre 1985 à New York (NY) aux États-Unis, est un lanceur partant droitier de baseball évoluant en Ligue majeure pour les Mets de New York.

## Carrière
Après des études secondaires à la Berkeley Carroll High School de Brooklyn (New York), Adam Ottavino est drafté le 3 juin 2003 par les Devil Rays de Tampa Bay au trentième tour de sélection. Il repousse l'offre, et suit des études supérieures à l'Université Northeastern de Boston (Massachusetts), où il porte les couleurs des Northeastern Huskies de 2004 à 2006.  
Ottavino rejoint les rangs professionnels à l'issue de la draft du 6 juin 2006 au cours de laquelle il est sélectionné par les Cardinals de Saint-Louis au premier tour (30e choix). Il perçoit un bonus de 950 000 dollars à la signature de son premier contrat professionnel le 16 juin 2006. 
Après un excellent camp d'entraînement avec les Cardinals en 2010, Ottavino entreprend la saison en Triple-A avec les Redbirds de Memphis, puis est rappelé des ligues mineures en mai. On lui attribue le dossard numéro 35. Il est lanceur partant à son premier match dans les majeures le 29 mai au Wrigley Field face aux Cubs de Chicago. Le jeune lanceur des Cardinals accorde toutefois quatre points mérités et six buts-sur-balles en cinq manches et deux tiers, et est crédité de la défaite.
Ottavino joue en 2011 en Triple-A pour les Redbirds de Memphis.
Le 3 avril 2012, il est réclamé au ballottage par les Rockies du Colorado.

## Statistiques
| Saison | Équipe      | G | GS | CG | SHO | V | D | SV | IP   | SO | ERA  |
| ------ | ----------- | - | -- | -- | --- | - | - | -- | ---- | -- | ---- |
| 2010   | Saint-Louis | 5 | 3  | 0  | 0   | 0 | 2 | 0  | 22.1 | 12 | 8,46 |
| Totaux | Totaux      | 5 | 3  | 0  | 0   | 0 | 2 | 0  | 22.1 | 12 | 8,46 |

Note : G = Matches joués ; GS = Matches comme lanceur partant ; CG = Matches complets ; SHO = Blanchissages ; 
V = Victoires ; D = Défaites ; SV = Sauvetages ; IP = Manches lancées ; SO = Retraits sur des prises ; ERA = Moyenne de points mérités.